# Nordkaperen (1893)
Nordkaperen – duński torpedowiec z lat 90. XIX wieku, jedna z dwóch zbudowanych jednostek typu Nordkaperen. Okręt został zwodowany 15 kwietnia 1893 roku w stoczni Orlogsværftet w Kopenhadze, a do służby w Kongelige Danske Marine wcielono go w czerwcu 1893 roku. Jednostka została skreślona z listy floty w 1920 roku.

## Projekt i budowa
Torpedowce 1. klasy typu Nordkaperen były pierwszymi okrętami tej klasy zbudowanymi w Danii z krajowych materiałów . „Nordkaperen” powstał w stoczni Orlogsværftet w Kopenhadze . Stępkę okrętu położono w 1892 roku, a zwodowany został 15 kwietnia 1893 roku .

## Dane taktyczno–techniczne
Okręt był torpedowcem o długości całkowitej 42,5 metra, szerokości całkowitej 4,34 metra i zanurzeniu 2,22 metra . Wyporność pełna wynosiła 127 ton . Okręt napędzany był przez pionową maszynę parową o mocy 1300 KM, do której parę dostarczały dwa kotły lokomotywowe . Maksymalna prędkość napędzanej jedną śrubą jednostki wynosiła 19 węzłów . Okręt zabierał 16 ton węgla.
Uzbrojenie artyleryjskie jednostki składało się z dwóch pojedynczych działek rewolwerowych kalibru 37 mm M1875 L/17 . Okręt wyposażony był w dwie dziobowe wyrzutnie torped kalibru 450 mm oraz podwójny aparat torpedowy kalibru 381 mm .
Załoga okrętu składała się z 20 oficerów, podoficerów i marynarzy .

## Służba
„Nordkaperen” został przyjęty do służby w Kongelige Danske Marine w czerwcu 1893 roku . W 1918 roku oznaczenie okrętu zmieniono na T7, a w 1920 roku na P3 . Jednostka została wycofana ze służby w 1920 roku .